# Notopygus virginiensis
Notopygus virginiensis är en stekelart som beskrevs av Joseph Augustine Cushman 1915. Notopygus virginiensis ingår i släktet Notopygus och familjen brokparasitsteklar. Inga underarter finns listade i Catalogue of Life.